# Duivelsvuur
Duivelsvuur of vervloekt vuur (Engels: Fiendfyre) is een magische substantie die voorkomt in het zevende en laatste deel van de Harry Potter boekenreeks van J.K. Rowling. Het bestaat uit allesverslindende vlammen die opgeroepen worden door Duistere Magie en is een van de weinige dingen die in staat zijn om Gruzielementen te vernietigen.
In Harry Potter en Relieken van de Dood gebruikt Vincent Korzel Duivelsvuur om te verhinderen dat Harry Potter de Diadeem van Ravenklauw te pakken krijgt in de Kamer van Hoge Nood. Hij weet alleen niet hoe hij de vlammen weer moet doven, en de kamer en de Diadeem gaan in vlammen op. Korzel zelf komt hierbij om het leven.